# 사왕오운

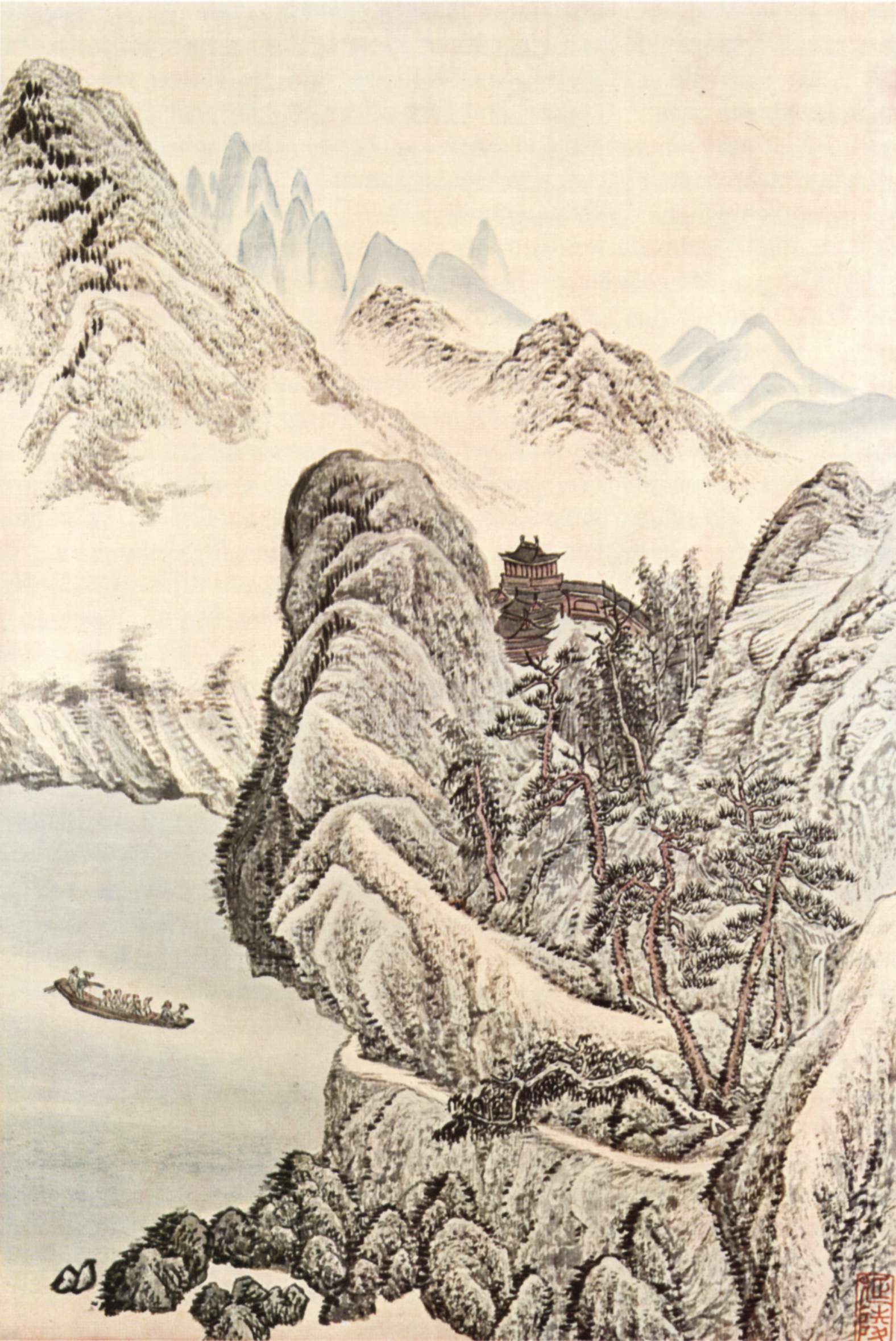

사왕오운(四王吳惲)은 오파의 남종화를 계승하여 청나라 초기 화단에 영향을 미친 여섯 명의 화가를 말한다. 왕시민(王時敏)·왕감(王鑑)·왕원기(王原祁)·왕휘(王翬)를 4왕(四王)이라 하고, 오역(吳歷)·운수평(惲壽平)을 오운(吳惲)이라 칭한다.
사왕은 동기창이 확립한 전형주의를 계승하여 청 시대의 남종화풍을 정립하였다.

## 같이 보기
- 명사가